# Újkígyós
Újkígyós je vas na Madžarskem, ki upravno spada pod podregijo Gyulai Županije Békés.